# Pňov-Předhradí
Pňov-Předhradí település Csehországban, a Kolíni járásban. Pňov-Předhradí Oseček, Sokoleč, Poděbrady, Velký Osek, Veltruby, Velim, Nová Ves I és Libice nad Cidlinou településekkel határos. Lakosainak száma 617 fő (2024. január 1.).

## Népesség
A település lakosságának változását az alábbi diagram mutatja:
| Lakosok száma | 721  | 954  | 1004 | 799  | 672  | 535  | 538  | 568  | 604  | 617  |
|               | 1869 | 1890 | 1921 | 1950 | 1980 | 2001 | 2017 | 2019 | 2022 | 2024 |